# Nagykadács
Nagykadács (románul Cădaciu Mare) falu Romániában Hargita megyében. 1876 körül nőtt össze Kiskadáccsal.

## Fekvése
A falu Székelykeresztúrtól 10 km-re északkeletre a Vágás-patakának a Nyikóba való ömlésénél fekszik.

## Nevének eredete
Neve régi magyar személynévből ered.

## Története
A falutól keletre emelkedő egyik magaslaton középkori erődítmény nyomaira bukkantak. 1566-ban Kadach néven említik. 1910-ben 421 lakosa volt. A trianoni békeszerződésig Udvarhely vármegye Székelykeresztúri járásához tartozott. 1992-ben 158 lakosából 157 magyar és 1 román volt.

## Látnivalók
Unitárius temploma 1837-ben épült, tornya középkori.